# Félix González Llana
Félix González-Llana y Pruneda (Oviedo, 12 de mayo de 1850-Madrid, 18 de julio de 1921) fue un periodista y dramaturgo español del naturalismo, hermano del cronista político Manuel González Llana. 

## Biografía
Era hijo de José González Llana y cultivó el periodismo en La Iberia, El País, El Correo y El Ideal, especializándose como crítico teatral. Con Tirso Rodrigáñez y Sagasta, sobrino del famoso político, y su hermano Manuel González Llana, fundó una tertulia en la Cervecería Inglesa de la carrera de San Jerónimo, en Madrid, aunque el grupo creció con tantos escritores que hubieron de trasladarse a la Cervecería Escocesa de la calle del Príncipe, especializándose en escritores asturianos como ellos mismos, Leopoldo Alas, Armando Palacio Valdés, entonces muy jóvenes, Tomás Tuero, Adolfo González Posada y el cordobés José Sánchez Guerra, el llamado Bilis club, entre otros no asturianos que constituyen un célebre y extenso etcétera. Casó con Mercedes Fagoaga González-Estéfani en Madrid, de quien tuvo cuatro hijos: Emilio, Fernando, José y Felisa. El primero, Emilio, llegó a ser un famoso ingeniero de minas, político y banquero.

## Obra
José Echegaray lo animó a adaptar la obra del dramaturgo naturalista Gerhart Hauptmann al castellano, de modo que, junto al masón José Francos Rodríguez, estrenó las primeras obras de teatro social en España: Los tejedores, donde se explica las formas inevitables que confluyen en la intención del protagonista de matar al patrono debido a su dura condición de vida, y El pan del pobre (1894), donde se exponen claras injusticias sociales. Aunque Huerta, Peral y Urzáiz (véase bibliografía) afirman que entre sus obras originales pueden mencionarse El intruso, El judío polaco, Los plebeyos y Torrijos, en realidad fueron piezas hechas en comandita con su amigo José Francos Rodríguez y apenas hizo obra en solitario. Adaptó en colaboración con Luis López Ballesteros, Augusto Martínez Olmedilla y Tomás Tuero Fernanda (1885), de Victorien Sardou y con el primero Hamlet, Príncipe de Dinamarca: drama trágico en seis actos original de Shakespeare adaptado a la escena española (Madrid: La Novela Teatral, 1921). Con José Francos Rodríguez escribió además la comedia El matrimonio de Olimpia (1891), Blancos y negros (1893, sobre la insurrección realista catalana de 1822), De Méjico a Villacorneja, y adaptó a la escena española La Tosca (1918) y Fédora (1900), ambas piezas de Victorien Sardou, entre otras obras. Con Jacobo Sales, El día memorable (1892), sobre el 2 de mayo de 1808, día en que comenzó la guerra de la Independencia; también colaboró con Luis Taboada.